# National Grandparents Day
National Grandparents Day, mor- och farföräldrarnas dag, är en sekulär helgdag i USA. Den har firats officiellt i kalendern sedan 1978 men instiftades redan 1970 av Marian McQuade. 
Grandparent's day bygger på tanken att uppvakta sina mor- och farföräldrar. Även årets mor- och farförälder med instiftat pris tillkännages.
Dagen firas söndagen efter Labor Day. Dagen uppmärksammades i svenska medier först 2007.

## Fotnoter
1. ↑  M magasin[död länk]
2. ↑  SR P4 Arena 7 september 2007 Arkiverad 30 september 2007 hämtat från the Wayback Machine.
3. ↑  SR P4/P3 Vaken 8 september Arkiverad 1 oktober 2007 hämtat från the Wayback Machine.